# 藤田一憲
藤田 一憲（ふじた かずのり、1950年2月4日 - ）は、日本の経営者。フジタ社長を務めた。

## 経歴
広島県出身。1972年に慶應義塾大学商学部を卒業し、1978年にフジタ工業に入社。1984年2月に取締役に就任し、1986年122月に常務、1987年12月に専務、1989年5月に副社長を経て、1991年5月に社長に就任。1999年3月末に債権放棄により、社長を辞任。